# Trichoribates algarvensis
Trichoribates algarvensis is een mijtensoort uit de familie van de Ceratozetidae. De wetenschappelijke naam van de soort is voor het eerst geldig gepubliceerd in 1990 door Subias & Gil.